# Philibert Buchot
Philibert Buchot, né à Maynal le 11 septembre 1751 et mort à Paris le 27 août 1813, est un homme politique français.

## Biographie
Philibert Buchot est le fils d'Anne Bonin et du laboureur Jean Buchot.
Il fait ses études à Besançon et acquiert de solides connaissances en théologie et en littérature classique et moderne. Il renonce à la prêtrise et commence à enseigner la grammaire à Lons-le-Saulnier à partir de 1780 et jusqu'en 1788.
Buchot, selon Frédéric Masson et Simon Istria, est nommé avocat à l'université de Besançon après avoir passé son examen de droit en 1789. Cet emploi devenu moins rémunérateur, il devient greffier du juge de paix de la ville. Il est élu juge au printemps 1792 au tribunal de Lons-le-Saulnier. Dès septembre, il entre à la Société populaire de cette ville, rejoignant donc le parti du peuple et des idées révolutionnaires. Au mois d'avril 1793, il en devient le président. Il reçoit Léonard Bourdon et Louis Prost, envoyés par la Convention nationale en mission dans le Jura, et leur fait bonne impression. Au cours du mois de juin 1793, Buchot et des sociétaires se rendent à la Convention, à Paris, et y font entendre leurs voix, soutenant les Jacobins et s'opposant aux mouvements réactionnaires fédéralistes. De retour au pays, Buchot est agressé par des fédéralistes et jeté en prison. Il est libéré le 10 août, puis, à la suite de la visite des conventionnels Jean Bassal et Bernard de Saintes, puis, il est élu le 27 août, dans le cadre d'une nouvelle commission siégeant à Dole, procureur général syndic de l'administration générale du Jura. Fin octobre, il est envoyé par le conventionnel Louis Prost pour combattre le fédéralisme à Pontarlier. Mais le 3 décembre, Bassal le révoque : des pamphlets venus des deux camps, l'attaquent violemment : les uns le trouvent trop clément, les autres l'accusent d'être un débauché. En réalité, Buchot cherche à pacifier la région, à calmer le jeu entre les factions et à renouer le dialogue.
De décembre 1793 à la fin mars 1794, il est sans emploi, habitant Dole. Le 9 avril, il est appelé à diriger le Commissariat des relations extérieures. Cette nomination inattendue provient des recommandations de René-François Dumas, président du Tribunal révolutionnaire, et ancien sociétaire de Lons-le-Saulnier : Robespierre approuva, sans même le connaître, et la décision fut ratifiée pour le poste de ministre des Affaires étrangères le 20 avril 1794, fonction que Buchot remplit jusqu'au 3 novembre 1794 dans le Gouvernement de la Convention.
Selon Miot, il ne s'occupa guère de son ministère, dont l'organisation resta la même que sous François Louis Deforgues. Ce jugement est renforcé par les principaux biographes de Buchot que sont Thuriet et Istria, qui montrent que Buchot « ne fit pas grand chose durant les sept mois de son ministère ». Il aurait été même surnommé « ministre étranger aux affaires ». Dans la réalité de son exercice, Buchot se trouva incapable de mener à bien sa politique de neutralité vis-à-vis des puissances monarchiques ; on lui avait également retiré les Douanes. Quant à on traitement annuel de 12 000 livres, il n'en conserva que 2 000. Après la chute de Robespierre, il reste en poste pendant plus de trois mois.
Les dernières années de la vie de Buchot furent longtemps mystérieuses : en 1798, il semble être instituteur à Paris, puis employé à l'octroi, recenseur des ports. Il habite dans un modeste logis de fonction au 2 quai de la Tournelle. Sous l'Empire, à compter du 12 février 1808, il obtient au titre d'ancien ministre une pension de 6 000 francs.